# Ayo Technology
Ayo Technology는 미국의 랩퍼 50센트의 노래이다. 피쳐링에는 저스틴 팀버레이크와 팀발랜드가 참여했으며, 포르노를 찬양하는 내용의 가사로 대중들의 이목을 집중시켰던 곡이기도 하다. 빌보드 핫 100 최고 성적은 5위이다.

## 곡 목록
- 2-Track[1]

1. "Ayo Technology" – 4:07
2. "I Get Money [Straight to the Bank Pt. 2]" – 4:00

- Maxi CD[1]

1. "Ayo Technology" – 4:07
2. "I Get Money [Straight to the Bank Pt. 2]" – 4:00
3. "Ayo Technology" (instrumental) – 4:07
4. "Ayo Technology" (CD-rom video) – 4:07